# 중앙전람
중앙전람은 1996년에 설립된 전시회 기획사이다. 전시회 기획 사업과 함께 전시회용 부스를 제작하는 사업도 하고 있다. 광주광역시 서구에 지사를, 경기도 하남에 공장을 두고 있다.